# Daniel Engelbrecht
Daniel Engelbrecht (* 5. November 1990 in Köln) ist ein ehemaliger deutscher Fußballspieler. Nach seiner Sportkarriere war er als Persönlichkeits- und Motivationstrainer tätig.

## Werdegang
Engelbrecht wuchs ohne seinen kanadisch-srilankischen Vater auf, der seine Mutter verlassen hatte, als sie im siebten Monat schwanger war. Nach dem Fachabitur machte er eine Ausbildung zum Bürokaufmann.
In seiner Jugend spielte er Fußball für Grün-Weiß Brauweiler, den SC Köln Weiler-Volkhoven und den Bedburger BV. Danach wechselte er in die A-Junioren-Bundesliga zu Bayer 04 Leverkusen. Im Jahre 2009 wechselte er zur zweiten Mannschaft von Alemannia Aachen und erzielte in drei Saisons in der NRW-Liga in 73 Spielen 48 Tore. Daraufhin wurde er zu Beginn der Saison 2012/13 vom VfL Bochum verpflichtet, um vorerst in dessen Reservemannschaft zu spielen. Schnell wurde er aber in den Kader der Profis integriert und gab dort im November 2012 sein Debüt in der 2. Fußball-Bundesliga. Am 2. Januar 2013 wurde er bis Saisonende an die Stuttgarter Kickers ausgeliehen, um in der 3. Fußball-Liga Spielpraxis zu sammeln. Nachdem Engelbrecht mit den Kickers den Klassenerhalt geschafft hatte und das Leihgeschäft beendet war, kehrte er nach Bochum zurück. Im Profiteam des Vereins absolvierte er noch einige Testspiele in der Saisonvorbereitung; wenige Tage vor dem Saisonstart wechselte er endgültig zu den Stuttgarter Kickers und unterschrieb einen bis 2016 laufenden Vertrag.
Am 20. Juli 2013, in seinem zweiten Saisoneinsatz im Spiel gegen Rot-Weiß Erfurt, brach Engelbrecht nach einem Herzstillstand auf dem Spielfeld zusammen und musste reanimiert werden. In der Folgezeit wurden eine Herzmuskelentzündung und chronische Herzrhythmusstörungen diagnostiziert, die vier Operationen nach sich zogen, bei denen Engelbrecht unter anderem ein Defibrillator in den Brustkorb eingesetzt wurde. Am 15. November 2014 absolvierte er sein Comeback als erster Fußballprofi in Deutschland, der mit einem Defibrillator aktiv am Leistungssport teilnahm. Am 6. Dezember 2014 erzielte er mit dem Siegtreffer zum 2:1 im Spiel gegen den SV Wehen Wiesbaden in der Nachspielzeit sein erstes Pflichtspieltor nach seinem Comeback.
Am 10. Januar 2016 wurde sein Vertrag mit den Stuttgarter Kickers aufgelöst. Er wechselte zu seiner alten Wirkungsstätte Alemannia Aachen zurück. Sein Engagement in Aachen dauerte lediglich bis Juni 2016. Im Juni 2016 schloss er sich dem Regionalligisten TSV Steinbach an.
In der Sommerpause 2017 unterschrieb er einen Vertrag beim Regionalligisten Rot-Weiss Essen. Doch kurz nach seinem Wechsel bekam Engelbrecht erneut Herzprobleme. Nach seiner 6. Herz-OP entschied er sich auf Rat seiner Ärzte im Oktober 2017, seine aktive Karriere vorerst ruhen zu lassen.
In den darauffolgenden Jahren machte er sich als Motivationstrainer selbstständig. Nachdem er seine Rhetorik-Ausbildung erfolgreich abgeschlossen hatte, hielt er deutschlandweit in Firmen, Universitäten und auf große Veranstaltungen Vorträge zu Herzproblemen. Seit 2020 tritt er außerdem als Botschafter und Redner für die Techniker Krankenkasse auf. Der eingebaute Defibrillator hatte Engelbrecht Stand Juni 2021 drei Mal das Leben gerettet.
Bereits seit 2019 ist er neben seiner Tätigkeit Motivationstrainer als Fußballscout tätig, zunächst als Chefscout für den Nachwuchs beim VfL Bochum, seit 2023 beim 1. FC Kaiserslautern. 

## Erfolge
Persönliche Auszeichnungen
- 3. Liga-Spieler des Monats: Dezember 2014[13]